# Johan Alfred Björling

Ellesmereområdet i arktiska Kanada.

Johan Alfred Björling, född 19 oktober 1871 i Stockholm, död 1892 eller 1893 i arktiska Kanada, var en svensk botaniker och forskningsresande. Han var brorson till Emanuel Björling och halvbror till Schamyl Björling.

## Biografi

### Bestigningen av Kebnekaise[7]
Sommaren 1889, 17 år gammal, ledde han en expedition tillsammans med Axel Hultman samt en till kamrat för att bli de första att bestiga Sveriges högsta berg Kebnekaise. Pojkarnas första försök att bestiga berget längs östsidan misslyckades. Björling föll ner i en glaciärspricka, men lyckades få tag i en klippa i sista stund och klarade sig. Försöket avbröts när sikten försämrades av låga moln. Nästa dag, den 19 juli 1889, gjordes ett nytt försök av Björling och en av hans kamrater att bestiga toppen. Denna gång valde de en västligare väg upp för Kebnekaise, för att slippa gå över glaciärer, och nådde toppen efter 13 timmars vandring.
Senare visade det sig att fransmannen Charles Rabot tillsammans med Jon Larsson, same och fjällguide, Hans Monsen från Bodø samt Pehr Abrahamsson hade bestigit Kebnekaise den 22 augusti 1883. Charel Rabot publicerade bestigningen år 1898, 15 år efter bestigningen, i sin bok Au Cap Nord - och Björling förlorade därmed titeln att först ha bestigit Sveriges högsta berg.

### Grönland och Spetsbergen
År 1890 deltog Björling i Svenska Spetsbergenexpeditionen 1890 under Gustaf E.A. Nordenskiöld. Året där på (1891) reste Björling till Grönland där han i en roddbåt med grönländsk besättning lyckades komma längre norrut än tidigare expeditioner. Han kom till en ö som han kallade Holms ö, belägen på 74°,5 norra breddgraden.
Våren 1892 företog han tillsammans med den unge zoologen, Evald Kallstenius Svenska Grönlandsexpeditionen 1892 till nordöstra Grönland för att utforska Ellesmerelandet. I maj lämnade expeditionen Stockholm med kurs mot Liverpool och vidare mot Newfoundland. Den 24 juni lämnade expeditionen St. John's och den 28 juli nådde man Godhavn på Grönland. Därefter upphör alla spår.

## Eftermäle
Den 17 juni 1893 upptäcktes deras fastfrusna och övergivna fartyg "Ripple" vid Careyöarna av besättningen på ett valfångstfartyget "Aurora". 1894 begav sig en svensk sökexpedition med bland andra Axel Ohlin till trakterna och hittade vraket och den 24 juli ytterligare spår på Careyöarna. Av anteckningsboken framkom att fartyget hade strandat före den 17 augusti, men alla försök att finna Björling och Kallstenius var förgäves.